# 薛朋龟
薛朋龟（1074年—1146年），宋朝政治人物、诗人，字彦益，四明鄞县人。

## 生平
北宋徽宗政和八年（1118年），考中进士。授仙居县尉，兼任主簿，任上有惠政。历任闻检院监，兼权工部郎中，又兼权吏部，兴国军监军。奉祠后外调任衡州知州，致仕归里。另称未上任而卒。
与王珩、顾文、汪思温、蔣璿共五学者结社林下，世称“四明五老”。

## 家族
有子名薛居实，字去华，官至安抚使。有孙名薛扬祖，字元振，官至刑部郎中。女兒嫁給高閌。孫女嫁給汪閎中，孫子薛揚祖則娶汪大猷的曾孫女；另一孫女嫁給徐子寅的兒子徐晞夔。后代中还有薛明道，入元官至提举兴国宫；薛滦，任滦州知州；蔚为浮石薛氏。

## 遗迹
- 今尚存薛朋龟墓（宋左朝奉大夫薛公配封王氏令人墓）。